# 浄源寺 (さいたま市)
浄源寺（じょうげんじ）は、埼玉県さいたま市岩槻区にある浄土真宗本願寺派（西本願寺）の寺院。

## 歴史
創建年代は不明であるが、曾我兄弟（祐成・時致）の末裔という釈祐存によって開山された。1471年（文明3年）に火災に遭ったという記録があることから、少なくとも室町時代中期には既に存在していたものと推測される。
1601年（慶長6年）、釈善正住職の時に西本願寺より本尊の阿弥陀如来が与えられ、寺号公称も認められた。
墓地には、旗本大岡氏の墓がある。この旗本大岡氏は岩槻藩の藩主家となる大岡氏とは別系統である。旗本大岡氏からは、幕末の大奥御年寄瀧山を輩出している。現在の住職は、25代目河津宏照氏。

## 交通アクセス
- 岩槻駅より徒歩19分。

## その他
毎月第三日曜には、大駐車場で岩槻安穏朝市が開催されている。